# Tadarida aegyptiaca
Tadarida aegyptiaca е вид бозайник от семейство Булдогови прилепи (Molossidae).

## Разпространение
Видът е разпространен в Алжир, Ангола, Афганистан, Бангладеш, Ботсвана, Демократична република Конго, Египет, Етиопия, Замбия, Зимбабве, Йемен, Индия, Иран, Кения, Лесото, Мавритания, Мароко, Намибия, Нигерия, Оман, Пакистан, Саудитска Арабия, Судан, Танзания, Уганда, Шри Ланка и Южна Африка.